# (300167) 2006 VM143
(300167) 2006 VM143 es un asteroide perteneciente al cinturón exterior de asteroides descubierto el 15 de noviembre de 2006 por el equipo del Spacewatch desde el Observatorio Nacional de Kitt Peak, Arizona, Estados Unidos.

## Designación y nombre
Designado provisionalmente como 2006 VM143.

## Características orbitales
2006 VM143 está situado a una distancia media del Sol de 3,212 ua, pudiendo alejarse hasta 3,413 ua y acercarse hasta 3,012 ua. Su excentricidad es 0,062 y la inclinación orbital 4,507 grados. Emplea 2103,50 días en completar una órbita alrededor del Sol.

## Características físicas
La magnitud absoluta de 2006 VM143 es 15,6. Tiene 5,951 km de diámetro y su albedo se estima en 0,029. 